# Jesús María Rodríguez Román
Jesús María Rodríguez Román (Estepa, Sevilla, 1954) es un político español del Partido Socialista Obrero Español.

## Biografía
Es licenciado en Filosofía y Letras y tiene un máster en Alta dirección de Instituciones Sociales por el Instituto Nacional de San Telmo.
En 1983 es elegido alcalde de Estepa, cargo que ocuparía hasta 1994. Durante ese periodo fue también vicesecretario general del PSOE de Andalucía y diputado andaluz por la provincia de Sevilla, cargo que ocupó desde 1986 a 1991. Posteriormente fue nombrado director general de Administración Local y Justicia desde 1994 a 2000. En tal año es elegido viceconsejero de Justicia y Administraciones Públicas, cargo que desempeñó hasta 2005, exceptuando el periodo entre febrero y abril de 2004 cuando fue nombrado consejero de Justicia y Administración Pública de la Junta de Andalucía en sustitución de Carmen Hermosín Bono, que iba en las listas para las elecciones generales de 2004. 
Fue viceconsejero de Innovación, Ciencia y Empresa de 2005 a 2010. El 19 de noviembre de 2019 fue condenado a seis años de cárcel y 15 años de inhabilitación para ocupar cargo público, por los delitos de prevaricación y malversación de fondos públicos en el Caso ERE, el mayor caso de corrupción de la historia del PSOE y el mayor escándalo de corrupción de la democracia en España. De la consejería de Innovación, Ciencia y Empresa dependía la Agencia de Innovación y Desarrollo de Andalucía, más conocida como (IDEA) que además de en caso ERE, ha estado involucrada en otros escándalos como el caso Invercaria, Isofotón o Avales. Fue condenado a seis años de cárcel y a 15 años de inhabilitación por los delitos de prevaricación y malversación.